# Liste der Kulturdenkmäler in Birresborn
In der Liste der Kulturdenkmäler in Birresborn sind alle Kulturdenkmäler der rheinland-pfälzischen Ortsgemeinde Birresborn aufgeführt. Grundlage ist die Denkmalliste des Landes Rheinland-Pfalz (Stand: 17. Juli 2023).

## Einzeldenkmäler
| Bezeichnung                                       | Lage                                            | Baujahr                            | Beschreibung | Bild                           |
| ------------------------------------------------- | ----------------------------------------------- | ---------------------------------- | --- | ------------------------------ |
| Wohnhaus                                          | Bahnhofstraße 10 Lage                           | 1849                               | klassizistisches Wohnhaus, bezeichnet 1849                                                                                                  | Fotos hochladen                |
| Wohnhaus                                          | Bahnhofstraße 14 Lage                           | 1899                               | Wohnhaus, bezeichnet 1899 | BW                             |
| Hofanlage                                         | Fischbachstraße 6 Lage                          | 19. Jahrhundert                    | Hofanlage, 19. Jahrhundert; Wohnhaus mit Kniestock, ehemaliges Altenteil und Backhaus, etwas jünger (?), langgestrecktes Wirtschaftsgebäude | BW                             |
| Wohnhaus                                          | Fischbachstraße 16/18 Lage                      |                                    | Putzbau, teilweise verkleidet, Backofenvorbau                                                                                               | BW                             |
| Quereinhaus                                       | Gerolsteiner Straße 21 Lage                     | 1873                               | Quereinhaus, bezeichnet 1873 | Fotos hochladen                |
| Wohnhaus                                          | Grabenstraße 3 Lage                             | 1846                               | Wohnhaus, bezeichnet 1846 | BW                             |
| Kirchturm                                         | Kopper Straße, an Nr. 2 Lage                    | 1828                               | Kirchturm der Katholischen Kirche St. Nikolaus: klassizistischer Ostturm, 1828                                                              | weitere Bilder Fotos hochladen |
| Kriegerdenkmal                                    | Kopper Straße, bei Nr. 2 Lage                   |                                    | Kriegerdenkmal, 1866, 1870/71, 1914/18, Pfeiler mit Erzengel Michael auf reliefiertem Sockel                                                | Fotos hochladen                |
| Wegekreuz                                         | Mürlenbacher Straße, Ecke Grabenstraße Lage     | 1684                               | Schaftkreuz, Sandstein, bezeichnet 1684 | BW                             |
| Wegekreuz                                         | Salmer Straße, am südöstlichen Ortsausgang Lage | zweite Hälfte des 18. Jahrhunderts | Balkenkreuz, Sandstein, zweite Hälfte des 18. Jahrhunderts                                                                                  | Fotos hochladen                |
| Lindenquelle                                      | nördlich des Ortes an der L 24 Lage             | 1834                               | Quellpavillon der Lindenquelle; angeblich von 1834                                                                                          | weitere Bilder Fotos hochladen |
| Wegekreuz                                         | nordwestlich des Ortes, nahe der K 77 Lage      |                                    | altertümliches Balkenkreuz | BW                             |
| Rheinische Basalt- und Lavawerke, Werk Birresborn | nördlich des Ortes, westlich der L 24 Lage      |                                    | Rheinische Basalt- und Lavawerke, Werk Birresborn                                                                                           | BW                             |